# Kembels skofabriks AB
Kembels skofabriks AB var en skofabrik i Stockholm grundad 1906.
Kembels bedrev även detaljhandel med skor i Stockholm. 1933 hade man omkring 85 anställda. Fabriken övertogs sedermera av Kooperativa förbundet, som 1961 flyttade verksamheten till Örebro, varefter den nedlades 1967.